# Simplorbitolina
Simplorbitolina es un género de foraminífero bentónico de la subfamilia Dictyoconinae, de la familia Orbitolinidae, de la superfamilia Orbitolinoidea, del suborden Orbitolinina y del orden Loftusiida. Su especie tipo es Simplorbitolina manasi. Su rango cronoestratigráfico abarca desde el Aptiense hasta el Albiense (Cretácico inferior).

## Discusión
Clasificaciones previas incluían Simplorbitolina en el suborden Textulariina del orden Textulariida o en el orden Lituolida.

## Clasificación
Simplorbitolina incluye a las siguientes especies:
- Simplorbitolina aquitanica †
- Simplorbitolina chauvei †
- Simplorbitolina conulus †
- Simplorbitolina manasi †
- Simplorbitolina moulladei †

Otra especie considerada en Simplorbitolina es:
- Simplorbitolina miliani †, de posición genérica incierta